# مینارد ۵۱۳۲
سیارک ۵۱۳۲ (به انگلیسی: 5132 Maynard، نامگذاری:1990ME) پنج هزار و صد و سی و دومین سیارک کشف شده‌است که در ۲۲ ژوئن ۱۹۹۰ کشف شد.
قدر مطلق سیارک برابر ۱۲٫۰۰ است.